# Souilhanels
Souilhanels – miejscowość i gmina we Francji, w regionie Oksytania, w departamencie Aude. Przez miejscowość przepływa rzeka Fresquel. 
Według danych na rok 1990 gminę zamieszkiwało 197 osób, a gęstość zaludnienia wynosiła 72 osoby/km² (wśród 1545 gmin Langwedocji-Roussillon Souilhanels plasuje się na 712. miejscu pod względem liczby ludności, natomiast pod względem powierzchni na miejscu 1096.).